# Nguồn gốc các loài
Nguồn gốc các loài (tiếng Anh: On the Origin of Species) của Charles Darwin (xuất bản năm 1859) có thể được coi là một trong các ấn phẩm khoa học tiêu biểu và là tác phẩm nòng cốt của ngành sinh học tiến hóa. Tên đầy đủ của cuốn sách là Về nguồn gốc các loài thông qua chọn lọc tự nhiên, hay việc gìn giữ các chủng ưu thế thông qua cuộc đấu tranh sinh tồn. Cuốn sách giới thiệu giả thuyết cho rằng quần thể các loài tiến hóa qua các thế hệ thông qua một quá trình chọn lọc tự nhiên. Điều này gây tranh cãi vì nó mâu thuẫn với các niềm tin tôn giáo lúc đó đặt bên dưới các giả thuyết về sinh vật học. Quyển sách của Darwin đã là tột đỉnh của bằng chứng mà ông đã tích lũy trước đó trong chuyến đi của Beagle vào thập niên 1830 và được mở rộng ra thông qua các cuộc điều tra và thí nghiệm kể từ khi ông quay về.
Những ý tưởng tiến hóa khác nhau đã được đề xuất để giải thích những phát hiện mới trong sinh học. Vẫn có sự ủng hộ cho các ý tưởng này bên cạnh sự phản đối từ các nhà giải phẫu học và công chúng, nhưng trong nửa đầu của thế kỷ 19, cơ sở khoa học Anh đã gắn liền với Giáo hội Anh Quốc, khi đó, khoa học là một phần của thuyết phiếm thần (thần học tự nhiên). Những ý tưởng về việc các loài có thể biến đổi đã gây tranh cãi vì chúng mâu thuẫn với niềm tin rằng các loài là bất biến trong một hệ thống đã được thiết kế và con người là độc nhất, không hề liên quan đến các loài động vật khác. Những hàm ý chính trị và thần học đã được tranh luận mạnh mẽ, nhưng quan điểm các loài có thể biến đổi đã không được chấp nhận bởi giới khoa học chính cống.
Cuốn sách được viết cho độc giả không chuyên và thu hút sự quan tâm rộng rãi khi xuất bản. Darwin là một nhà khoa học nổi tiếng, những phát hiện của ông đã được xem xét nghiêm túc và bằng chứng ông đưa ra đã đưa đến các cuộc thảo luận khoa học, triết học và tôn giáo. Cuộc tranh luận về cuốn sách đã góp phần vào chiến dịch của T. H. Huxley và các thành viên khác của Hội X để thế tục hóa khoa học (tức là tập trung vào khoa học hơn là bàn luận triết học và tôn giáo) bằng cách cổ động chủ nghĩa tự nhiên. Trong vòng hai thập kỷ, đã có một sự công nhận rộng rãi trong giới khoa học rằng sự tiến hoá, với các nhánh phát sinh từ tổ tiên, đã diễn ra, nhưng các nhà khoa học đã chậm công nhận chọn lọc tự nhiên mà Darwin cho là thích hợp. Trong thời "Nhật thực của thuyết Darwin" từ những năm 1880 đến những năm 1930, nhiều cơ chế tiến hóa khác được đề xuất và vươn lên. Với sự phát triển của Thuyết tiến hóa tổng hợp hiện đại trong những năm 1930 và 1940, ý tưởng Darwin về sự thích nghia tiến hóa thông qua chọn lọc tự nhiên đã trở thành trung tâm của lý thuyết tiến hóa hiện đại, và bây giờ nó đã trở thành khái niệm thống nhất của khoa học đời sống.
Quyển sách này phù hợp cho cả độc giả không phải là chuyên gia và đã thu hút sự quan tâm rộng rãi khi xuất bản. Cuốn sách đã gây tranh cãi và đã tạo ra nhiều cuộc thảo luận về nền tảng tôn giáo, triết học và khoa học. Tranh cãi tạo hóa-tiến hóa đôi lúc gay gắt vẫn tiếp tục đến ngày nay.

## Tổng quan thuyết tiến hóa của Darwin
Lý thuyết tiến hóa của Darwin dựa trên các sự thật quan sát được và các suy luận rút ra từ chúng, nhà sinh vật học Ernst Mayr đã tóm tắt như sau:
- Mỗi loài đều có khả năng sinh sản, và nếu tất cả hậu thế của chúng sống sót để sinh sản, quần thể sẽ tăng số lượng (thực tế).
- Mặc dù có sự biến động theo chu kỳ, các quần thể vẫn có cùng kích thước (thực tế).

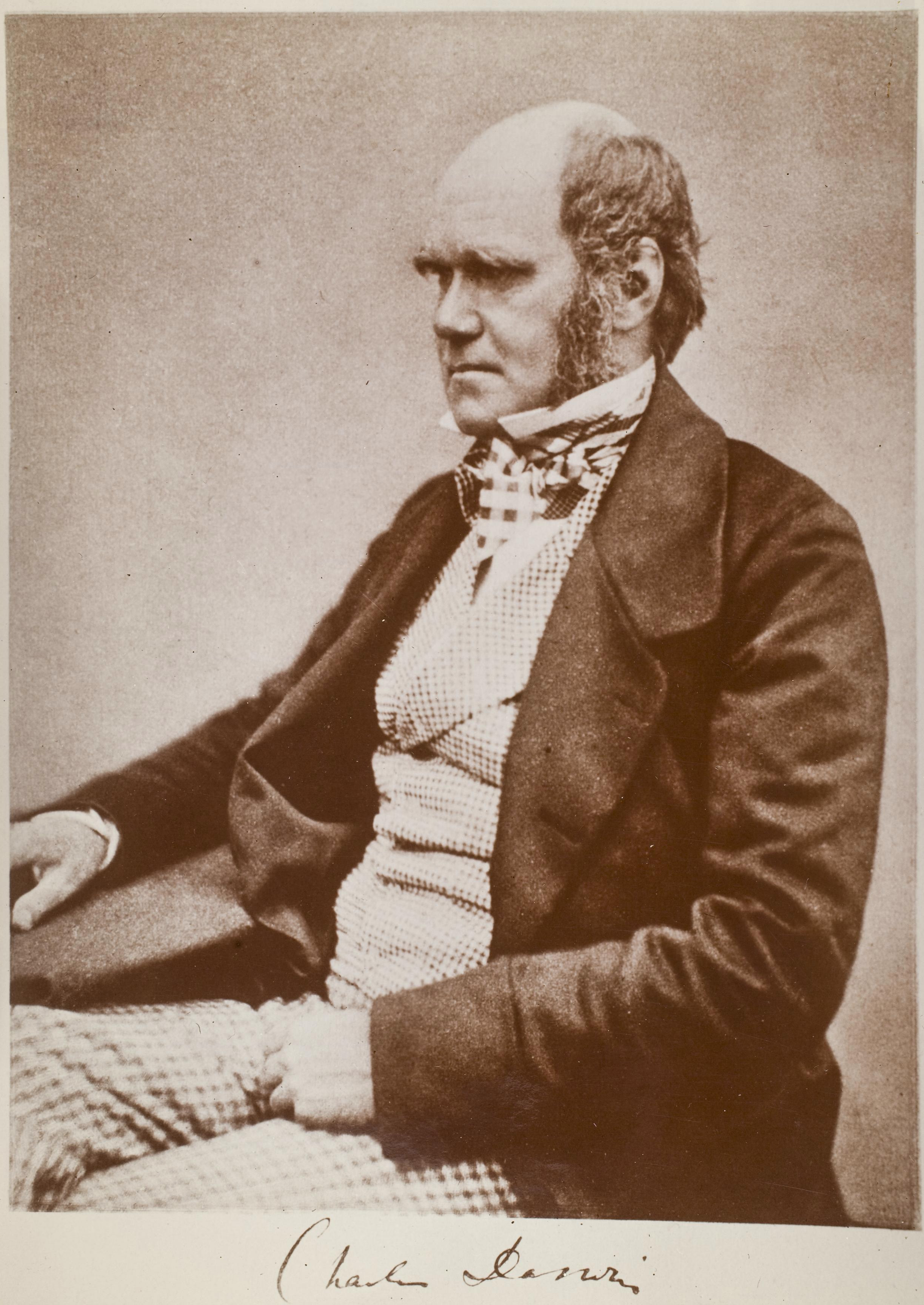
Ảnh chụp Darwin thời gian ngắn trước khi xuất bản

- Ảnh chụp Darwin thời gian ngắn trước khi xuất bảnCác nguồn tài nguyên ví dụ như thực phẩm là có hạn và tương đối ổn định theo thời gian (thực tế).
- Do vậy, một cuộc đấu tranh cho sự sống còn xảy ra (suy luận).
- Các cá thể trong một quần thể rất khác biệt khi so sánh với nhau (thực tế).
- Phần lớn sự khác nhau này là do di truyền (thực tế).
- Các cá thể ít thích hợp với môi trường sẽ ít có khả năng sống sót và ít có khả năng sinh sản hơn; các cá thể phù hợp hơn với môi trường có nhiều khả năng sống sót và nhiều khả năng sinh sản và truyền lại các tính trạng di truyền của chúng cho các thế hệ tương lai, tạo ra quá trình chọn lọc tự nhiên (thực tế).
- Quá trình này có hiệu quả chậm rãi, làm cho quần thể thay đổi để thích ứng với môi trường của chúng, và sau cùng, những sai khác này tích lũy theo thời gian để hình thành các loài mới (suy luận).

## Bối cảnh

### Những phát triển trước học thuyết Darwin
Trong lần tái bản sau của cuốn sách, Darwin lần theo những ý tưởng về tiến hóa từ thời Aristotle, văn bản mà ông trích dẫn là một bản tóm lược của Aristotle về những ý tưởng của triết gia Hy Lạp Empedocles trước đó . Các giáo phụ Ki-tô giáo thời kỳ đầu và các học giả châu Âu thời Trung cổ diễn giải câu chuyện về Sáng thế ra như là một cách dụ ngôn chứ không phải là một câu chuyện lịch sử theo nghĩa đen; các sinh vật được mô tả bởi huyền thoại và truyền thuyết cũng nhiều như mô tả hình dạng vật lý của chúng. Thiên nhiên được nhiều người tin là không ổn định và biến động, họ cũng tin quỷ dữ sẽ ra đời của những từ sự tạp chủng giữa các loài, và các thế hệ sống thì hình thành tự phát .

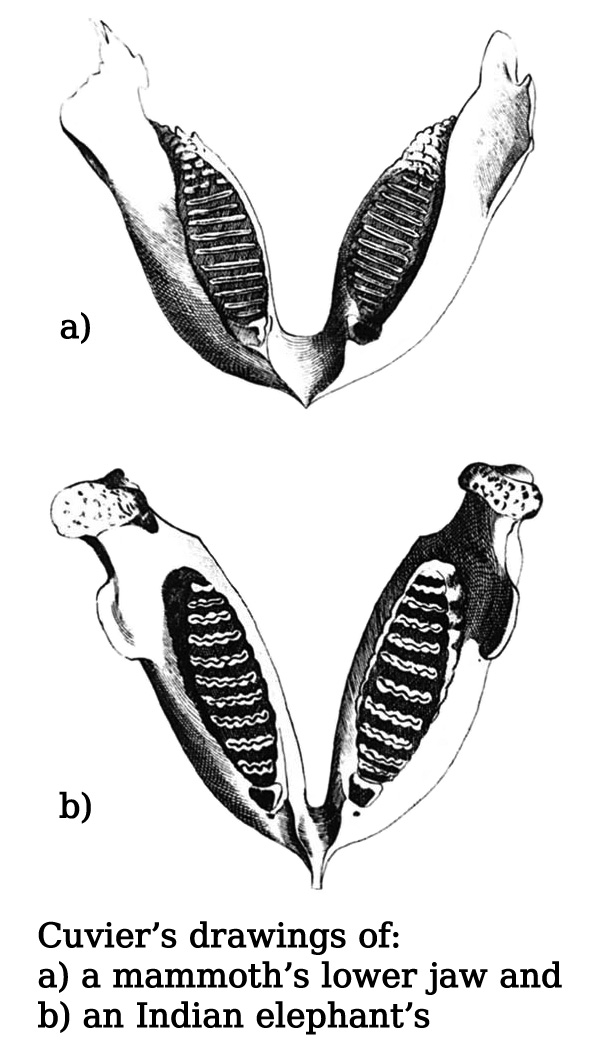
Bức vẽ của Cuvier về hàm voi hóa thạch (a) và voi còn sống (b) giúp thiết lập nên thực tế của tuyệt chủng.

Cuộc cải cách Tin lành đã gợi ra việc giải thích Kinh thánh nghĩa đen, các khái niệm về Sáng thế được đưa ra đã mâu thuẫn với những phát hiện của địa hạt khoa học đang nổi lên và đang tìm kiếm cách giải thích thỏa đáng, phù hợp với triết lý cơ học của René Descartes và chủ nghĩa thực nghiệm của phương pháp Bacon. Sau sự hỗn loạn của cuộc Nội chiến Anh, Hiệp hội Hoàng gia muốn cho thấy rằng khoa học không đe dọa sự ổn định tôn giáo và chính trị. John Ray đã phát triển một lý thuyết thần học tự nhiên (thuyết phiếm thần) về trật tự hợp lý; trong cách phân loại của ông, các loài là bất biến và cố định, sự thích nghi và phức tạp của chúng được thiết kế bởi Chúa Trời, và các nòi (thứ) cho thấy sự khác biệt nhỏ là do điều kiện địa phương. Trong thiết kế nhân từ của Thiên Chúa, động vật ăn thịt gây ra cái chết nhanh và nhân từ (tức là không gây đau đớn nhiều), nhưng cái chết kém nhân từ gây ra bởi ký sinh trùng lại là một vấn đề khó hiểu. Phân loại học do Carl Linnaeus đưa ra vào năm 1735 cũng đã xem các loài được cố định theo một "kế hoạch thần thánh". Năm 1766, Georges Louis Leclerc, Bá tước xứ Buffon gợi ý rằng một số loài giống nhau, như ngựa, lừa, sư tử, hổ, và báo, có thể là những giống khác nhau có nguồn gốc từ một tổ tiên chung. "Niên sử của Giám mục Ussher" của những năm 1650 đã tính toán rằng Sáng thế diễn ra vào năm 4004 TCN, nhưng trong những năm 1780, các nhà địa chất ngày càng lùi lại ngày Sáng thế (Ví dụ như Buffon đã lùi thêm chục nghìn năm nữa). Wernerian nghĩ rằng địa tầng là các trầm tích từ các vùng biển thu hẹp, nhưng James Hutton đề xuất một chu kỳ kéo dài vô hạn và tự duy trì, dần đưa đến chủ nghĩa thống nhất (có thể đọc thêm trong bài của Lyell).
Ông nội Charles Darwin là Erasmus Darwin đã vạch ra một giả thuyết về chuyển đổi loài từ những năm 1790, và Jean-Baptiste Lamarck đã xuất một lý thuyết phát triển hơn vào năm 1809. Cả hai dự kiến rằng thế hệ tự phát các hình thức đơn giản của sự sống mà dần dần phát triển trở nên phức tạp hơn, thích ứng với môi trường bằng cách thừa kế những thay đổi ở thế hệ trước thông qua sử dụng hoặc không sử dụng (xem bài Lamarck để hiểu rõ hơn). Quá trình này sau đó được gọi là chủ nghĩa Lamarck hay học thuyết Lamarck. Lamarck nghĩ rằng có một xu hướng tiến bộ cố hữu hướng sinh vật liên tục tiến tới phức tạp hơn, song song nhưng tách biệt mà không có sự tuyệt chủng . Geoffroy cho rằng sự phát triển của phôi thai đã tổng hợp các biến đổi của các sinh vật trong các thời kỳ quá khứ khi môi trường tác động lên phôi, và các cấu trúc động vật được xác định bởi một kế hoạch liên tục như được thể hiện bởi các cơ quan tương đồng. Georges Cuvier đã phản đối mạnh mẽ những ý tưởng đó, cho rằng các loài cố định, không liên quan cho thấy những cơ quan tương đồng phản ánh một thiết kế cho các nhu cầu chức năng . Tác phẩm nghiên cứu hoa sthachj của ông vào những năm 1790 đã xác lập thực tế của sự tuyệt chủng, mà ông giải thích bằng thảm hoạ địa phương, theo sau là sự tái tạo lại các khu vực bị thảm họa bởi các loài khác .
Ở Anh, tác phẩm Thần học tự nhiên của William Paley đã chứng tỏ sự thích nghi như là bằng chứng của "thiết kế" nhân từ của Đấng Toàn năng hành động thông qua các luật tự nhiên. Tất cả các nhà tự nhiên học ở hai trường đại học Anh Quốc (Oxford và Cambridge) là các giáo sĩ của Giáo hội Anh, và khoa học đã trở thành một tìm kiếm các luật này. Các nhà địa chất đã thích nghi thuyết thảm họa để chứng minh có sự hủy diệt luân phiên trên toàn cầu và tạo ra những loài cố định mới được thích nghi theo một môi trường thay đổi, bước đầu xác định rằng thảm hoạ gần đây nhất là trận Đại hồng thủy trong Kinh thánh . Một số nhà giải phẫu học như Robert Grant bị ảnh hưởng bởi Lamarck và Geoffroy, nhưng hầu hết các nhà tự nhiên học coi những ý tưởng của họ về sự biến đổi loài như là một mối đe dọa đối với trật tự xã hội vốn được coi là thiêng liêng.

### Sự khởi đầu của học thuyết Darwin

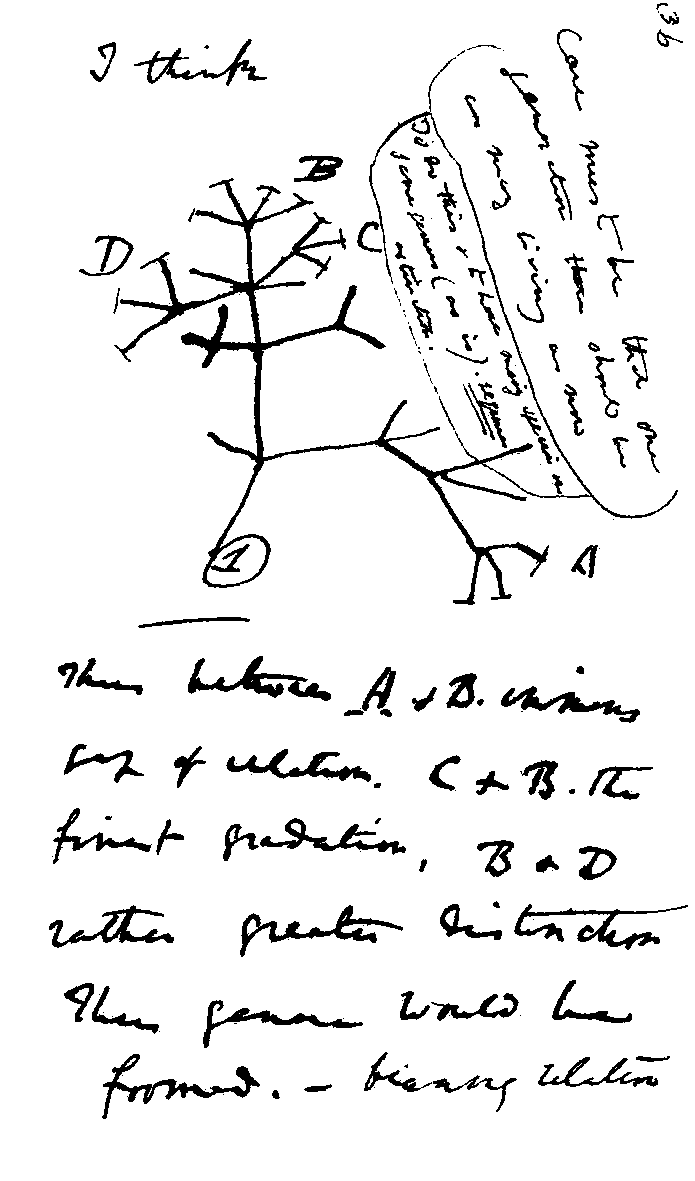
Bản phác họa nổi tiếng: Tôi nghĩ... của Darwin. Bên dưới là cây tiến hóa đầu tiên của ông trong trang 36 của cuốn sổ "Chuyển đổi loài"

Darwin đến Đại học Edinburgh năm 1825 để học về y khoa. Trong năm thứ hai của mình, ông bỏ các nghiên cứu y học của mình để đến với lịch sử tự nhiên và đã dành bốn tháng hỗ trợ cho nghiên cứu của Robert Grant vào động vật không xương sống ở biển. Grant tiết lộ sự nhiệt tình của ông đối với vấn đề chuyển đổi loài, nhưng Darwin đã bác bỏ nó. Từ năm 1827, tại Đại học Cambridge, Darwin học các môn khoa học như thần học tự nhiên từ nhà thực vật học John Stevens Henslow và đọc Paley, John Herschel và Alexander von Humboldt. Với đầy nhiệt huyết về khoa học, ông nghiên cứu địa lý theo thuyết thảm họa với thầy Adam Sedgwick .
Tháng 12 năm 1831, ông gia nhập đoàn thám hiểm Beagle với tư cách nhà tự nhiên học và nhà địa chất học. Ông đọc Nguyên tắc Địa chất (Principles of Geology) của Charles Lyell và từ lần đầu ghé vào bờ biển tại St. Jago, ông thấy chủ nghĩa thống nhất của Lyell là chìa khóa để hiểu lịch sử địa chất của cảnh quan. Darwin tìm ra hóa thạch giống như con Glyptodon và ghi nhận sự phân bố địa lý của các loài hiện tại với hy vọng tìm ra "trung tâm sáng tạo" của chúng. Ba người bản địa Fuegian, cùng đoàn thám hiểm, quay trở lại Tierra del Fuego, Darwin thấy họ là những người thân thiện và văn minh, nhưng họ hàng của họ trên hòn đảo thì "khổ sở, hoang dại"  và ông không còn nhìn thấy khoảng cách giữa người và động vật ở họ. Khi Beagle gần Anh vào năm 1836, ông lưu ý rằng loài có thể không cố định.
Richard Owen đã cho thấy hóa thạch của loài đã tuyệt chủng mà Darwin tìm thấy ở Nam Mỹ là họ hàng với các loài đang sống trên cùng lục địa. Vào tháng 3 năm 1837, nhà điểu học (nghiên cứu về chim) John Gould tuyên bố rằng loài đà điểu Nam Mỹ (rhea) của Darwin là một loài riêng biệt với các loài đà điểu Nam Mỹ đã được mô tả trước đây (mặc dù các vùng lãnh thổ của chúng chồng chéo nhau), và những con chim nhại ở quần đảo Galápagos thực chất đại diện cho ba loài riêng rẽ-mỗi loài đặc trưng cho một hòn đảo, và thêm nữa, một vài loài chim khác nhau ở đây lại đều được phân loại là chim sẻ. Darwin đã bắt đầu suy đoán, ghi lại trong một loạt các cuốn sổ ghi chép, về khả năng "một loài biến thành một loài khác" để giải thích những phát hiện này, vào khoảng tháng Bảy, ông đã phác hoạ phân nhánh họ hàng trong một cây tiến hóa duy nhất, phủ định các dòng độc lập của Lamarck mà song song nhau tiến tới các dạng 'cao' hơn  Trái với thông lệ, Darwin đã đặt câu hỏi về chim bồ câu và người gây giống động vật cũng như các nhà khoa học. Tại vườn thú, ông đã có cái nhìn đầu tiên về con vượn (ape), và đã rất ấn tượng khi thấy con đười ươi giống người như thế nào.
Vào cuối tháng 9 năm 1838, ông bắt đầu đọc luận văn của Thomas Malthus về "Nguyên tắc về Dân số" (An Essay on the Principle of Population)  với lập luận thống kê rằng các quần thể con người, nếu không tự kiềm chế, vượt quá khả năng của mình và đấu tranh để tồn tại. Darwin liên tưởng đến cuộc đấu tranh cho sự tồn tại giữa các động vật hoang dã và cũng nhớ đến nhà thực vật học de Candolle với "chiến tranh các loài" ở thực vật; ông đã hình dung ngay "một sức mạnh như trăm ngàn cái nêm", đẩy các biến thể thích nghi tốt vào "các khoảng trống trong nền kinh tế tự nhiên", để sau đó, có những biến thể vượt qua được do có hình thức và khả năng để sống sót, và các biến thể bất lợi sẽ bị loại bỏ . Vào tháng 12 năm 1838, ông đã ghi nhận sự giống nhau giữa hành động của người gây giống lựa chọn các tính trạng tốt và một môi trường tự nhiên theo kiểu Malthus, lựa chọn trong số các biến thể "ngẫu nhiên" để "mọi bộ phận của cấu trúc mới thu được là thực dụng và hoàn thiện"
Darwin đã có khuôn cơ bản về lý thuyết chọn lọc tự nhiên của mình, nhưng ông đã hoàn toàn giữ sự nghiệp của mình với tư cách là một nhà địa chất học và chưa soạn thêm cho lý thuyết cho đến khi cuốn sách của ông về "Cấu trúc và Phân bố Rạn san hô" được hoàn thành . Như ông đã nhớ lại trong cuốn tự truyện của mình, ông đã "cuối cùng có một lý thuyết để làm việc", nhưng chỉ đến tháng 6 năm 1842 ông mới cho phép mình có "sự hài lòng khi viết một bản tóm tắt ngắn về lý thuyết của tôi bằng bút chì".

### Phát triển học thuyết

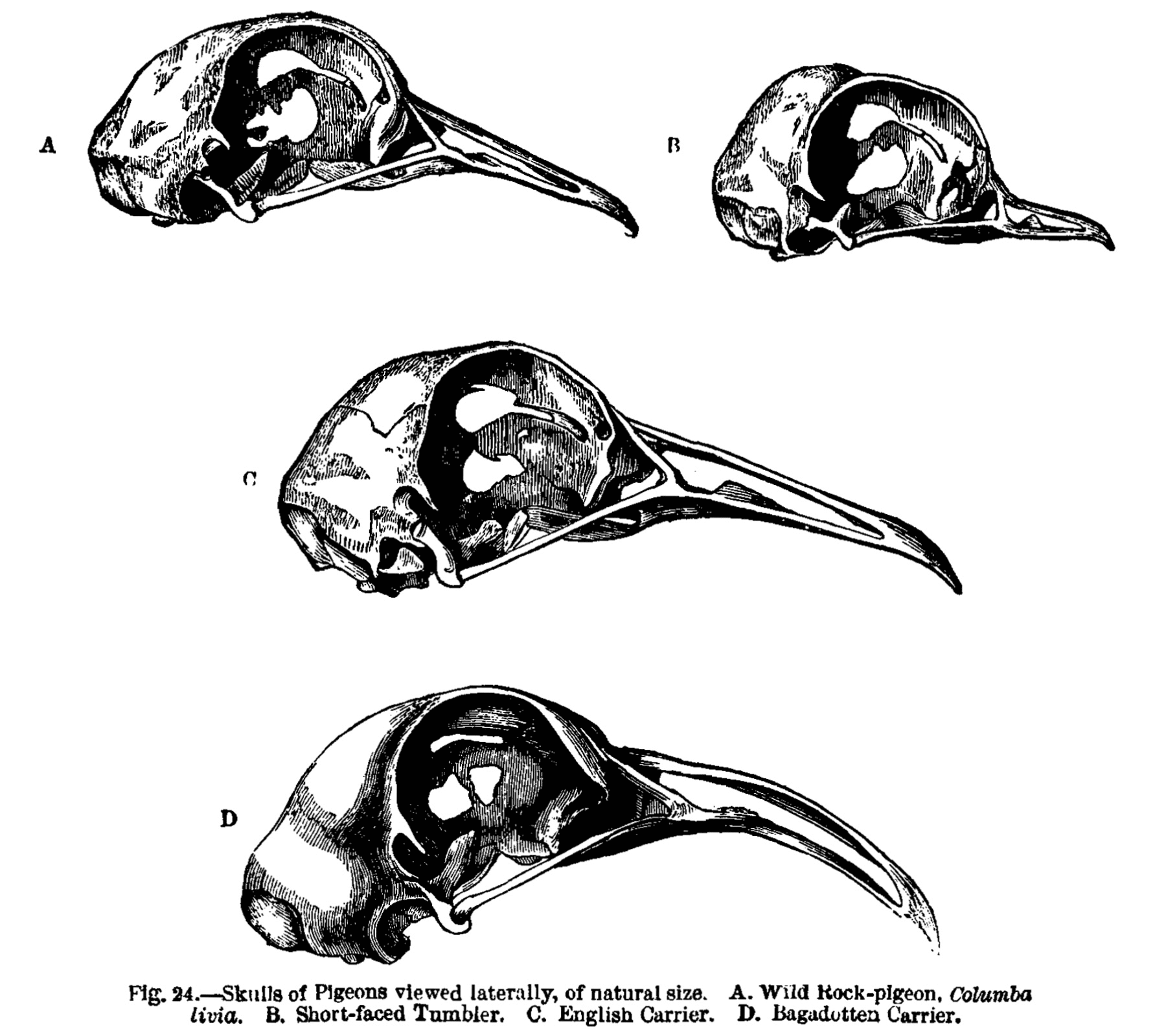
Nghiên cứu của Darwin về hình dạng sọ chim bồ câu ở các giống khác nhau, hình vẽ từ cuốn "Đa dạng của thực vật và động vật dưới tác động thuần hóa", 1868

Darwin tiếp tục nghiên cứu và xem lại nhiều lần lý thuyết của mình trong khi vẫn tập trung vào công việc chính là xuất bản các kết quả khoa học của chuyến hải trình Beagle . Ông đã dự kiến viết về những ý tưởng của ông cho Lyell vào tháng 1 năm 1842, vào tháng 6, ông đã bước đầu thảo ra "Phác thảo bút chì" (Pencil Sketch) dài 35 trang . Darwin đã bắt đầu trao đổi về cách lý luận của mình với nhà thực vật học Joseph Dalton Hooker vào tháng 1 năm 1844, và vào tháng 7 đã mở rộng "Phác thảo" của mình thành một cuốn "Tiểu luận" (Essay) dài 230 trang được mở rộng với rất nhiều kết quả nghiên cứu và sẽ xuất bản nếu chẳng may ông mất sớm.
Vào tháng 11 năm 1844, một cuốn sách khoa học phổ biến với tác giả ẩn danh "Tàn tích của Lịch sử Tự nhiên của Sáng thế" (Vestiges of the Natural History of Creation) (sau này họ biết cuốn sách được viết bởi nhà báo Scotland Robert Chambers) đã mở rộng mối quan tâm của công chúng đến khái niệm chuyển đổi loài. Quyển "Tàn tích" sử dụng bằng chứng từ hồ sơ hóa thạch và phôi thai để ủng hộ tuyên bố rằng sinh vật tiến triển từ đơn giản đến phức tạp hơn theo thời gian. Nhưng nó đề xuất một sự tiến triển tuyến tính hơn là lý thuyết phân nhánh từ tổ tiên chung mà Darwin đang phát triển, và nó đã bỏ qua việc thích nghi. Darwin đã đọc cuốn sách ngay sau khi xuất bản, ông khinh thường kiến thức hạng nghiệp dư trong địa chất học và động vật học của cuốn sách , nhưng ông cũng xem xét lại các tranh luận của mình sau khi các nhà khoa học hàng đầu, bao gồm Adam Sedgwick, tấn công các sai sót của cuốn sách, trong cả khoa học và đạo đức . Quyển sách đã có ảnh hưởng đáng kể đến dư luận, và các cuộc tranh luận dữ dội đã giúp mở đường cho việc chấp nhận cuốn "Nguồn gốc các loài" sau này bằng cách chuyển các suy đoán tiến hóa thành xu thế chủ đạo. Trong khi một vài nhà tự nhiên học sẵn sàng xem xét về chuyển đổi loài, Herbert Spencer đã trở thành một người ủng hộ học thuyết Lamarck và phát triển tiến bộ trong thập niên 1850.
Hooker đã được thuyết phục để lấy đi một bản sao của "Tiểu luận" vào tháng 1 năm 1847, và cuối cùng đã gửi một trang ghi chú cho Darwin với phản hồi quan trọng. Được nhắc nhở về việc thiếu chuyên môn trong phân loại học, Darwin đã bắt đầu một nghiên cứu kéo dài tám năm về loài hàu biển, và trở thành chuyên gia hàng đầu về phân loại chúng. Sử dụng lý thuyết của mình, ông khám phá ra rằng những bộ phận cơ thể khi thay đổi một chút sẽ phục vụ các chức năng khác nhau để đáp ứng các điều kiện mới và ông cũng tìm thấy một giai đoạn trung gian trong sự phân hóa giới tính khác biệt (Gonochorism) .
Các nghiên cứu về hàu ở Darwin đã thuyết phục ông rằng sự thay đổi nảy sinh liên tục và không chỉ riêng để đáp ứng với những hoàn cảnh đã thay đổi. Năm 1854, ông hoàn thành phần cuối cùng của bài viết liên quan đến Beagle và bắt đầu làm việc toàn tâm về tiến hóa. Giờ đây ông đã nhận ra rằng mô hình phân nhánh tiến hóa đã có thể giải thích bằng cách chọn lọc tự nhiên làm việc không ngừng để cải thiện sự thích ứng. Tư tưởng của ông thay đổi từ quan điểm cho rằng các loài chỉ được hình thành trong các quần thể biệt lập, như trên các hòn đảo, sang nhấn mạnh vào sự phân bố mà không bị cô lập; đó là, ông đã chứng kiến sự gia tăng mức độ chuyên hóa trong các quần thể ổn định lớn khi liên tục khai thác các ổ sinh thái mới. Ông đã tiến hành nghiên cứu thực nghiệm tập trung vào những khó khăn với lý thuyết của mình. Ông đã nghiên cứu sự khác biệt về phát triển và giải phẫu giữa các giống vật nuôi khác nhau, tham gia tích cực trong việc tạo giống chim bồ câu ưa thích, và thử nghiệm (với sự trợ giúp của con trai Francis) về những phương thức mà hạt giống và động vật có thể phân tán ra biển để định cư các hòn đảo xa xôi. Vào năm 1856, lý thuyết của ông phức tạp hơn nhiều, với rất nhiều chứng cứ hỗ trợ .

## Xuất bản

### Thời gian đi đến xuất bản
Trong cuốn tự truyện của mình, Darwin nói rằng ông đã "nhận được rất nhiều bởi sự trì hoãn của tôi trong xuất bản từ năm 1839, khi lý thuyết đã được thành hình, đến năm 1859, và tôi không mất gì bởi sự trì hoãn này" . Trên trang đầu tiên của cuốn sách năm 1859, ông lưu ý rằng, khi bắt đầu công trình về chủ đề này vào năm 1837, ông đã soạn "một số ghi chép ngắn" sau năm năm, rồi mở rộng ra thành một phác thảo vào năm 1844, và "từ lúc đó đến nay, tôi đã luôn theo đuổi cùng một mục đích đó".
Các nhà viết tiểu sử khác nhau đã đề xuất rằng Darwin đã tránh hoặc hoãn công khai ý tưởng của mình vì lý do cá nhân. Những lý do được gợi ý có thể kể đến như sự sợ hãi về khủng bố tôn giáo hoặc sự ruồng bỏ khỏi xã hội nếu quan điểm của ông được tiết lộ, và lo lắng sẽ gây căng thẳng với những người bạn là các nhà tự nhiên theo tôn giáo hoặc người vợ sùng đạo Emma. Bệnh của Charles Darwin cũng gây ra sự trì hoãn nhiều lần. Bài viết của ông về vùng Glen Roy (Scotland) bị chứng minh là sai một cách khá bối rối, và ông có thể muốn chắc chắn rằng ông đã đúng. Học giả người Mỹ David Quammen đã gợi ý rằng tất cả những yếu tố này có thể đã đóng góp vào sự trì hoãn, và lưu ý rằng Darwin viết rất nhiều sách và cuộc sống gia đình khá bận rộn trong khoảng thời gian đó.
Một nghiên cứu mới đây của nhà sử học khoa học John van Wyhe đã nhận định rằng ý tưởng Darwin trì hoãn xuất bản chỉ bắt đầu từ những năm 1940, và những người đương thời của Darwin nghĩ rằng thời gian ông đã làm là hợp lý. Darwin luôn hoàn thành một cuốn sách trước khi bắt đầu một cuốn khác. Trong khi ông đang nghiên cứu, ông nói với nhiều người về sự quan tâm của ông trong chuyển đổi loài mà không gây ra sự phẫn nộ. Ông đã kiên quyết xuất bản, nhưng phải đến tháng 9 năm 1854 ông mới có thể làm việc toàn thời gian. Năm 1846, ông ước tính rằng: việc viết "cuốn sách lớn" của ông sẽ phải mất năm năm mới trở nên lạc quan.

### Sự kiện dẫn đến xuất bản bản thảo của "cuốn sách lớn"
Một bài báo về "giới thiệu" các loài được viết bởi Alfred Russel Wallace vào năm 1855 cho thấy các mẫu hình phân bố địa lý của các loài còn sống và hóa thạch có thể được giải thích nếu mọi loài mới luôn xuất hiện gần các loài đã và đang tồn tại, có họ hàng gần gũi với nhau nhau, Charles Lyell ngầm hiểu ý nghĩa của bài báo của Wallace và mối liên hệ có thể có đối với tác phẩm của Darwin, mặc dù Darwin đã không làm như vậy, và trong một lá thư viết ngày 1-2 tháng 5 năm 1856 Lyell kêu gọi Darwin xuất bản lý thuyết của mình để thiết lập quyền ưu tiên. Darwin đã bị giằng xé giữa mong muốn đưa ra một bản tường trình đầy đủ và thuyết phục với áp lực để nhanh chóng viết nên một bài báo ngắn. Ông đã gặp Lyell, và trao đổi thư từ với Joseph Dalton Hooker khẳng định rằng ông không muốn tiết lộ những ý tưởng của ông trên báo để được biên tập viên xem xét mà ông muốn xuất bản trong một tạp chí học thuật. Ông đã bắt đầu một "phác thảo" bài viết vào ngày 14 tháng 5 năm 1856, và vào tháng 7 ông đã quyết định trình ra một luận án đầy đủ về loài như 'cuốn sách lớn' của mình về chọn lọc tự nhiên. Lý thuyết của ông bao gồm nguyên lý phân kỳ di truyền hoàn thành vào ngày 5 tháng 9 năm 1857 khi ông gửi cho Asa Gray một bản tóm tắt ngắn gọn nhưng chi tiết về các ý tưởng của ông .

### Hợp tác xuất bản các bài báo của Wallace và Darwin
Darwin đã làm việc rất vất vả trên bản thảo cho "cuốn sách lớn" của ông về chọn lọc tự nhiên, vào ngày 18 tháng 6 năm 1858, ông nhận được một bưu kiện từ Wallace, đang ở lại quần đảo Maluku (Ternate và Gilolo). Nó kèm theo 20 trang mô tả một cơ chế tiến hóa, một phản ứng đối với sự khích lệ gần đây của Darwin, với thêm một yêu cầu là gửi nó tới Lyell nếu Darwin nghĩ nó có giá trị. Cơ chế này tương tự như lý thuyết của Darwin . Darwin đã viết cho Lyell rằng "những lời ông nói đã trở thành hiện thực ở mức thực không ngờ tới,... bị chặn trước" và ông sẽ "tất nhiên, ngay lập tức viết thư và đề nghị gửi tới bất kỳ tạp chí nào" mà Wallace chọn, và nói thêm rằng "rồi thì tất cả những gì gốc gác của tôi sẽ tan nát hết". Lyell và Hooker đồng ý sẽ có một ấn bản chung với các trang của Wallace với trích đoạn từ "Tiểu luận" năm 1844 của Darwin và lá thư năm 1857 của ông tới Gray được trình bày tại Hội Linnean. Ngày 1 tháng 7 năm 1858, bài báo đã ra đời với tựa đề Về xu hướng các loài để hình thành giống; và về sự vĩnh viễn của các giống và loài theo phương pháp tự nhiên của chọn lọc, đề tên Wallace và Darwin tương ứng. Bài báo đã được xuất bản nhưng đã gây ra ít phản ứng. Trong khi Darwin coi ý tưởng của Wallace là giống hệt với khái niệm chọn lọc tự nhiên, nhưng các sử gia đã chỉ ra sự khác biệt. Darwin miêu tả việc lựa chọn tự nhiên là tương tự như việc lựa chọn nhân tạo được thực hiện bởi các nhà nhân giống động vật, và nhấn mạnh sự cạnh tranh giữa các cá thể; Wallace đã không so sánh với việc chọn lọc giống, mà tập trung vào áp lực sinh thái mà giữ các giống khác nhau phù hợp với điều kiện địa phương. Một số sử gia đã gợi ý rằng Wallace thực ra thảo luận về việc chọn lọc nhóm hơn là chọn lọc tác động lên từng biến dị ở cá thể .

### Tóm tắt cuốn sách về các loài
Ngay sau cuộc hội ngộ, Darwin đã quyết định viết "một bản tóm tắt về toàn bộ tác phẩm của tôi" dưới hình thức một hoặc nhiều bài báo do Hội Linne xuất bản, nhưng quan tâm đến "làm thế nào có thể viết một bài khoa học cho Nhật báo, mà không đưa ra thực tế, thật là bất khả thi". Ông đã hỏi Hooker có thể sẵn bao nhiêu trang, nhưng "Nếu bên kiểm duyệt từ chối nó và coi như là không khoa học, tôi, có lẽ sẽ xuất bản nó như cuốn sách mỏng."  Ông bắt đầu viết "tóm tắt của các loài" vào ngày 20 Tháng 7 năm 1858, khi đang nghỉ tại Sandown. Ông cũng viết lại một phần của bản tóm tắt từ những gì ông nhớ và gửi bản thảo cho bạn bè của mình để kiểm tra .
Vào đầu tháng 10, ông bắt đầu "mong đợi bản tóm tắt của tôi sẽ được chia vào các quyển nhỏ, và được xuất bản riêng rẽ" . Cùng thời gian đó, ông tiếp tục thu thập thông tin và viết các phần đầy đủ chi tiết của bản thảo cho "quyển sách lớn" của ông về các loài, bản thảo Chọn lọc Tự nhiên .

### Murray là nhà xuất bản; lựa chọn tựa sách
Vào giữa tháng 3 năm 1859 bản tóm tắt của Darwin đã đến giai đoạn mà ông nghĩ đến việc công bố sớm; Lyell đề cử nhà xuất bản John Murray, và cũng đến gặp ông ấy để xem liệu ông John sẵn sàng xuất bản. Vào ngày 28 tháng 3, Darwin đã viết thư cho Lyell hỏi về tiến độ và nói Lyell có thể đảm bảo với Murray rằng "sách của tôi không bất-chính-thống hơn so với vấn đề đã đi đến tất yếu." Ông đã bọc lại bản thảo với đề xuất cho tiêu đề là Một bản tóm tắt của một bài tiểu luận về nguồn gốc của các loài và chủng loại thông qua sự chọn lọc tự nhiên, với năm được đề là "1859".
Phản ứng của Murray rất thuận lợi, và Darwin đã rất vui mừng nói với Lyell vào ngày 30 tháng 3 rằng ông sẽ "gửi ngay một gói lớn của M.S. nhưng tiếc là tôi không thể trong một tuần, vì ba chương đầu tiên nằm trong ba tay người chép sách". Ông đành nhường trước sự phản đối của Murray về "tóm tắt" trong tựa đề, mặc dù ông cảm thấy tiếc vì thiếu tài liệu tham khảo, nhưng muốn giữ lại "chọn lọc tự nhiên" là "thường xuyên được sử dụng trong tất cả các phần về Chăn nuôi" và hy vọng "giữ nó với Giải thích, phần nào như vậy ", - Thông qua chọn lọc tự nhiên hay sự bảo tồn các chủng ưu thế. [65] Vào ngày 31 tháng 3, Darwin đã viết thư cho Murray xác nhận và liệt kê các đề mục trong 12 chương đang tiến hành: ông đã thảo tất cả ngoại trừ "XII Tóm lược và kết luận" [66]. Murray đã hồi âm ngay lập tức với một thỏa thuận để xuất bản cuốn sách với cùng các điều khoản như ông từng xuất bản sách của Lyell mà chưa hề nhìn thấy bản thảo: ông thỏa thuận sẽ chia cho Darwin 2/3 lợi nhuận [67]. Darwin nhanh chóng chấp nhận với niềm vui, nhấn mạnh rằng Murray có thể tự do rút lại thỏa thuận nếu khi đọc các bản thảo của từng chương, ông cảm thấy cuốn sách không bán được. [68] (cuối cùng Murray đã trả cho Darwin 180 bảng cho Darwin cho lần xuất bản đầu tiên và khi Darwin qua đời vào năm 1882, cuốn sách được tái bản lần thứ 6, kiếm được Darwin gần 3000 bảng Anh [69]).
Vào ngày 5 tháng 4, Darwin đã gửi Murray ba chương đầu tiên, và một đề xuất về tên sách [70]. Một trang tiêu đề dự định ban đầu là Về sự biến động của các loài. [71] Murray thận trọng hỏi Whitwell Elwin để xem lại các chương [58]. Theo gợi ý của Lyell, Elwin đã khuyến cáo rằng, thay vì "đưa ra lý thuyết mà không có bằng chứng", cuốn sách nên tập trung vào các quan sát về chim bồ câu, từ đó nêu rõ ràng và ngắn gọn những nguyên tắc tổng quát của Darwin và chuẩn bị cho công trình lớn hơn dự kiến sau này. Ông viết "Ai cũng quan tâm đến chim bồ câu. "Darwin trả lời rằng điều này là không thực tế: ông chỉ có chương cuối cùng vẫn còn để viết. Vào tháng Chín, tiêu đề chính vẫn là "Một bài luận về nguồn gốc của các loài và các giống", nhưng Darwin đã đề xuất bỏ "các giống" [74].
Với sự thuyết phục của Murray, tiêu đề cuối cùng đã được đồng ý là Nguồn gốc các loài, với trang tiêu đề mở rộng là Về nguồn gốc các loài thông qua chọn lọc tự nhiên, hay việc gìn giữ các chủng ưu thế thông qua cuộc đấu tranh sinh tồn. [3] Trong tiêu đề mở rộng này (và những nơi khác trong cuốn sách) Darwin đã sử dụng thuật ngữ sinh học "chủng" thay thế cho "giống", với nghĩa là biến thể trong một loài [75] [76]. Ông đã sử dụng 2 thuật ngữ này rộng rãi [77], chẳng hạn như thảo luận về "một số chủng tộc, ví dụ như cải bắp" và "các giống truyền thống hay chủng loại động vật và thực vật trong nước của chúng ta", [78] có ba trường hợp trong sách mà cụm từ "chủng tộc con người" được sử dụng, đề cập đến loài người. [79]

### Xuất bản và chỉnh sửa sau đó
Nguồn gốc các loài đã được phát hành lần đầu tiên vào thứ năm ngày 24 tháng 11 năm 1859, với giá mười lăm shilling (si-linh) một ấn bản, 1250 bản đã được in lần đầu. [80] Cuốn sách đã được cung cấp cho các nhà bán sách tại khu bán đồ mùa thu của Murray vào thứ ba trước đó 3 ngày. Tất cả các bản sao có sẵn đã được mua hết ngay lập tức. Tổng cộng đã có 1.250 bản được in nhưng sau khi trừ các bản trưng bày và bản đánh giá, và năm bản nộp đến Sở Stationers để lấy bản quyền xuất bản, còn lại 1.170 bản có sẵn để bán. [2] Đáng kể là, 500 bản đã được thư viện của Charles E. Mudie lấy, để đảm bảo rằng cuốn sách có thể nhanh chóng tiếp cận được một lượng lớn hội viên trong thư viện [81]. Lần in thứ hai với 3.000 bản được trình ra nhanh chóng vào ngày 7 tháng 1 năm 1860. Lần in này đã tích hợp nhiều chỉnh sửa cũng như phản ứng đối với các phe đối lập tôn giáo bằng cách bổ sung một bản khắc mới ở trang ii bằng một trích dẫn từ Charles Kingsley và thêm cụm từ "bởi Đấng Tạo Hóa" thêm vào câu kết thúc [83]. Trong suốt cuộc đời của Darwin, cuốn sách đã trải qua sáu phiên bản, tích hợp những sửa đổi và những xem xét lại để đối phó với những lập luận phản đối được nêu ra. Lần in thứ ba ra đời vào năm 1861, với một số câu được viết lại hoặc bổ sung và một phụ lục giới thiệu, Một phác họa lịch sử về tiến trình gần đây của ý kiến về nguồn gốc các loài, [84], trong khi lần thứ tư năm 1866 lại có những xem xét lại. Lần in thứ năm, được xuất bản vào ngày 10 tháng 2 năm 1869, có nhiều thay đổi hơn và lần đầu sử dụng cụm từ "sự sống sót của các loài thích nghi nhất" (survival of the fittest), được triết gia Herbert Spencer đặt ra trong Các nguyên lý Sinh học (1864) của ông. [85
Vào tháng 1 năm 1871, cuốn Sự phát sinh loài của George Jackson Mivart liệt kê các luận cứ chi tiết đối với chọn lọc tự nhiên, và tuyên bố nó chỉ là siêu hình và đã sai lầm [86]. Darwin đã có những chỉnh sửa quy mô lớn cho lần ấn bản lần thứ sáu của Nguồn gốc các loài (đây là ấn bản đầu tiên trong đó ông sử dụng từ "tiến hóa", thường được sử dụng khi nói đến sự phát triển phôi thai, mặc dù tất cả các phiên bản kết luận với từ "đã tiến hóa" [87] [88 ], và thêm vào một chương mới VII, Những phản đối khác, để giải quyết tranh cãi của Mivart [2] [89]
Ấn bản thứ sáu đã được Murray xuất bản vào ngày 19 tháng 2 năm 1872 với tiêu đề chỉnh sửa một chút, từ "On" được bỏ trong tiêu đề tiếng Anh. Darwin đã nói với Murray rằng những người đàn ông làm việc tại Lancashire đã góp nhau mua ấn bản thứ năm với giá 15 si-linh; và ông muốn nó được phổ biến rộng rãi hơn; giá đã giảm một nửa xuống còn 7 si-linh 6 xu bằng cách in với một phông chữ nhỏ hơn. Nó cũng thêm một bảng chú giải thuật ngữ được biên soạn bởi W.S. Dallas. Doanh số bán sách đã tăng từ 60 lên 250 mỗi tháng [3] [89].

### Xuất bản bên ngoài Vương quốc Anh
Tại Hợp chúng quốc Hoa Kỳ, nhà thực vật học Asa Gray, một đồng nghiệp người Mỹ của Darwin, đã đàm phán với một nhà xuất bản Boston để xuất bản một phiên bản Mỹ có bản quyền đầy đủ, nhưng đã thấy được rằng hai hãng xuất bản ở New York đã lên kế hoạch khai thác sự lỏng lẻo ở bản quyền quốc tế để in Nguồn gốc. [90] Darwin rất vui vì sự phổ biến của cuốn sách, và nói với Gray giữ mọi lợi nhuận nếu có. [91] Gray đã thương lượng 5% tiền bản quyền với Appleton ở New York [92], người đã xuất bản vào giữa tháng 1 năm 1860, trong khi hai người kia rút lui. Trong một lá thư tháng năm, Darwin đã đề cập đến một lần ấn bản gồm 2.500 bản, nhưng không rõ là liệu nó có liên quan tới việc in ấn đầu tiên chỉ có bốn vào năm đó [2]. [93]
Cuốn sách được dịch ra nhiều thứ tiếng trong cuộc đời của Darwin, nhưng những vấn đề nảy sinh khi dịch các khái niệm và ẩn dụ, và một số bản dịch đã bị mất trung lập bởi lý sự của người dịch [94]. Darwin phân phát các bản trưng bày tại Pháp và Đức, với hy vọng rằng những người đăng ký thích hợp sẽ xuất hiện, vì các dịch giả dự kiến sẽ tự sắp xếp với một nhà xuất bản địa phương. Ông hoan nghênh Heinrich Georg Bronn-nhà tự nhiên học và nhà địa chất học cao tuổi sẽ dịch tác phẩm, nhưng bản dịch tiếng Đức xuất bản vào năm 1860 đã đưa thêm những ý tưởng của Bronn, thêm các chủ đề gây tranh cãi mà Darwin đã cố tình bỏ qua. Bronn dịch các "chủng ưu thế" là "chủng hoàn thiện", và thêm các bài tiểu luận về các vấn đề bao gồm nguồn gốc của cuộc sống, cũng như một chương cuối cùng với những liên quan đến tôn giáo được lấy cảm hứng từ sự tham gia Bronn theo trường phái Triết học Tự nhiên[95]. Năm 1862, Bronn xuất bản lần thứ hai dựa trên ấn bản tiếng Anh thứ ba và bổ sung đề xuất của Darwin, nhưng ông mất vì một cơn đau tim khi công việc còn dang dở [96]. Darwin đã liên hệ chặt chẽ với Julius Victor Carus, người đã xuất bản một bản dịch được cải thiện vào năm 1867. [97] Những cố gắng của Darwin để tìm một người phiên dịch ở Pháp đã thất bại, bản dịch của Clémence Royer xuất bản vào năm 1862 thì thêm vào một lời giới thiệu ca ngợi những ý tưởng của Darwin là một sự thay thế cho mặc khải tôn giáo và thúc đẩy các ý tưởng tiên đoán chủ nghĩa Darwin trong xã hội và thuyết ưu sinh cũng như thêm nhiều câu trả lời của chính cô cho những nghi ngờ mà Darwin đã thể hiện. Darwin đã trao đổi với Royer về ấn bản thứ hai xuất bản năm 1866 và một thứ ba vào năm 1870, nhưng ông đã gặp khó khăn trong việc gỡ các phần thêm vào của cô và gặp rắc rối với những ấn bản này. [96] [98] Ông không hài lòng cho đến khi bản dịch của Edmond Barbier được xuất bản năm 1876. [2] Một bản dịch tiếng Hà Lan của Tiberius Cornelis Winkler đã được xuất bản năm 1860. [99] Đến năm 1864, bản dịch bổ sung đã xuất hiện ở Ý và Nga [94]. Trong suốt cuộc đời của Darwin, Origin đã được xuất bản bằng tiếng Thụy Điển vào năm 1871, [100] Đan Mạch năm 1872, Ba Lan năm 1873, Hungarian năm 1873-1874, Tây Ban Nha năm 1877 và Serbian năm 1878. Đến năm 1977, nó xuất hiện trong 18 ngôn ngữ khác. 101]